# Kim Young-ha
Kim Young-ha (hangŭl: 김영하; Contea di Hwacheon, 11 novembre 1968) è uno scrittore sudcoreano.

## Biografia
Nato nel 1968 nella Contea di Hwacheon, ha trascorso l'infanzia passando di città in città a seguito del padre, di professione militare.
Ha compiuto gli studi all'Università Yonsei di Seul conseguendo un B.A. e un M.A. prima di esordire nel 1995 con il racconto Riflessioni allo specchio pubblicato sulla rivista trimestrale "Review".
L'anno successivo ha pubblicato il suo primo romanzo, Ho il diritto di distruggermi, grazie al quale ha vinto il Premio Munhakdongne e ha ottenuto ribalta internazionale con traduzioni in francese, inglese e tedesco.
Definito scrittore post-moderno, nel corso della sua carriera si è cimentato in vari generi letterari, dal romanzo storico al noir passando per il bildungsroman e la spy-story.
Alcuni suoi libri hanno fornito il soggetto per pellicole cinematografiche e serie televisive, mentre suoi articoli sono apparsi sull'edizione internazionale del The New York Times.

## Opere (parziale)

### Romanzi
- Ho il diritto di distruggermi (Na-neun na-reul pagoehal gwolli-ga issda, 1996), Milano, Metropoli d'Asia, 2014 traduzione di Andrea De Benedittis ISBN 978-88-96317-45-7.
- Arang-eun wae (2001)
- Geomeun kkot (2003)
- L'impero delle luci (Bit-e jeguk, 2006), Milano, Metropoli d'Asia, 2013 traduzione di Andrea De Benedittis ISBN 978-88-96317-41-9.
- Kwijeusyo (2007)
- Neo-ui moksori-ga deullyeo (2012)
- Memorie di un assassino (Salinja-ui gieokbeop, 2013), Milano, Metropoli d'Asia, 2015 traduzione di Andrea De Benedittis ISBN 978-88-96317-62-4.

### Raccolte di racconti
- Hochul (1997)
- Heup-hyul-gwi (1998)
- Che cosa ci fa un morto nell'ascensore? (Ellibeiteo-e kkin geu namja-neun eotteoke doe-eossna, 1999), Milano, O barra O, 2008 traduzione di Imsuk Jung ISBN 978-88-87510-50-8.
- Oppa-ga dolawassda (2004)

### Saggi
- Gulbi-nakksi (2000)
- Il-sang (2001)
- Kim-yeongha iu-il-ui yeonghwa iyagi (2003)

## Adattamenti cinematografici (parziale)
- The Scarlet Letter, regia di Byun Hyuk (2004)
- My Right to Ravage Myself, regia di Jeon Soo-il (2005)
- Memoir of a Murderer, regia di Won Shin-yun (2017)

## Premi e riconoscimenti
Premio letterario Hyundae Munhak
- 1999 vincitore nela categoria "Narrativa" con 당신의 나무

Premio letterario Dong-in
- 2004 vincitore con Geomeun kkot

Premio Hwang Sun-won
- 2004 vincitore con 보물선

Premio Daejong
- 2005 vincitore nella categoria "Miglior sceneggiatura non originale" per Nae meori sog-ui ji-ugae

Premio letterario Yi Sang
- 2012 vincitore con Oppa-ga dolawassda